# Hawfields (Carolina del Norte)
Hawfields es un área no incorporada ubicada del condado de Alamance en el estado estadounidense de Carolina del Norte. 
Hawfields fue poblada por irlandeses del Ulster y occidentales inmigrantes africanos ya en el siglo XVII, un establecimiento de empresa no se logró hasta 1740-1750 y se llamaba originalmente "Haw Old Fields" de los colonos por el Río Haw que se extiende parcialmente a través de Hawfields y vecinos Mebane.  Haw River  es llamado así por los indios Sissipihaw que se instalaron en todo el condado de Alamance, que lleva el nombre de la palabra Sissipaw para el barro azul que se encuentran en la parte inferior del río.
Hawfields se encuentra en Carretera de Carolina del Norte  119, al sureste de Mebane. Es una de las comunidades más antiguas en el condado de Alamance, que se hace referencia en las obras históricas de la Sissipahaw. Es el sitio de la iglesia más antigua en el condado de Iglesia Presbiteriana  Alamance - Hawfields, que se encuentra en la  Registro Nacional de Lugares Históricos. Esta iglesia fue la sede de Orange Presbiterio, que se formó en 1770.

## Residentes notables
- Alexander Mebane, miembro de la Cámara de Representantes de los Estados Unidos. La cercana ciudad de Mebane lleva su nombre.
- Thomas Samuel Ashe, miembro de la Cámara de Representantes de los Estados Unidos y Congreso de los Estados Confederados